# 977
977 (CMLXXVII) fue un año común comenzado en lunes del calendario juliano, en vigor en aquella fecha.

## Acontecimientos
- Boleslao II de Bohemia ataca Baviera.
- Vladímir I de Kiev huye de Nóvgorod a Escandinavia.

## Fallecimientos
- San Rosendo, religioso español.